# ブレアウィッチ2
『ブレアウィッチ2』（原題: Book of Shadows: Blair Witch 2）は、2000年のアメリカ映画。『ブレア・ウィッチ・プロジェクト』の続編。
前作のようなモキュメンタリーの手法は使われず、映画の影響で起こった殺人事件を証言を元に再現したものという設定になっている。前作の学生失踪事件は劇中でも映画のフィクションとなっているが、それ以外の魔女伝説の殺人事件は実在したという設定となっている。PG-12指定。
前作を監督したダニエル・マイリックとエドゥアルド・サンチェスが製作総指揮に名を連ねているが、この続編は彼らの意に反して製作されたという認識を示している。

## あらすじ
映画『ブレア・ウィッチ・プロジェクト』の大ヒットのおかげで、バーキッツヴィルの町は観光客で溢れていた。幼女誘拐で前科持ちで精神病院患者でもある町の青年のジェフは、それに便乗して「ブレア・ウィッチ・ハント」なるツアーを企画する。
ツアー企画で集まった4人の男女、ウィッカン（魔女）を名乗るエリカ、ゴスメイクで霊能力を持つキム、大学院生で「ブレア・ウィッチ：ヒストリーかヒステリーか？」を執筆中のカップル・スティーヴンと、妊娠しているトリステンと共に、ブレア・ウィッチの森へと向かう。
彼らは映画に撮影された場所を巡り、ラスティン・パーの廃墟の家を訪ねた後、別のツアー客と添乗員との喧嘩の後、彼らをコフィン・ロック（ひつぎ石）に追いやり、パーの廃墟の家で一夜を明かす。
翌朝、眠った記憶のない5人は、壊れたビデオカメラと切り裂かれたスティーヴンの原稿を目撃する。キムがビデオテープはヘザーのフィルムの発見された石の下にあると言い、その通り発見する。その後、トリステンが流産して病院で彼女の手当ての後、ジェフのロフトハウスでビデオテープを再生する。

## キャスト
※括弧内は日本語吹替
- ジェフ・パターソン - ジェフリー・ドノヴァン（森川智之）
- キンバリー・“キム”・ダイヤモンド - キム・ディレクター（深見梨加）
- エリカ・ギーアセン - エリカ・リーセン（佐々木優子）
- スティーヴン・ライアン・パーカー - スティーヴン・パーカー・ターナー（中田和宏）
- トリステン・ライラー - トリステン・スカイラー（渡辺美佐）
- クレイヴンス保安官 - ラニー・フラハーティ（糸博）

## スタッフ
- 監督：ジョー・バーリンジャー
- 製作：ビル・カラッロ
- 製作総指揮・原案：ダニエル・マイリック、エドゥアルド・サンチェス
- 脚本：ディック・ビーブ、ジョー・バーリンジャー、ニール・スティーヴンス、エドゥアルド・サンチェス
- 撮影：ナンシー・シュライバー
- 美術：ヴィンス・ペラニオ
- 編集：サラ・フラック
- 作曲：カーター・バーウェル
- テーマソング：マリリン・マンソン「ディスポーザブル・ティーンズ」
- 衣装：メリッサ・トス
- 特撮：ランドール・バルスマイヤー

## キャッチコピー
- あの"森"には何かがいる
- 呪いを受け取れ

## 外伝ビデオ

### バーキッツヴィル7
今作の序章とされるビデオ作品。全米ショウタイムで放映され、日本では日本ビクターからビデオとDVDが2001年6月30日まで限定販売された（ビデオはレンタルも有り）。ラスティン・パー事件の隠された真相を暴く内容となっている。題名の「7」は犠牲者のエミリー・ホランズ、テラ・シェリー、マーガレット・ロウエル、スティーブ・トンプソン、エリック・ノリス、マイケル・ギドリー、ジュリー・フォーサイスの数に由来する。

#### あらすじ（外伝）
ラスティン・パー事件に興味を持つ映像保管人クリス・キャラスコは、唯一の生き残りの少年カイル・ブロディが怪しいと睨み、彼が入院していた精神病院の様子を映した「ホワイト・エナメル」を鑑賞する。その中の彼のある言葉からある真相に至った彼はパーの最後の懺悔を聞いた元神父（後に謎の自殺）や彼を嫌悪するカイルの妹ジャニーンに会い、証言の中からカイルが事件を裏で操る真犯人ではないかと結論を出す。しかし、カイルがラスティン・パーの家の壁に書いた血文字や刑務所に書いた魔女しか知らない言語トランシトゥス・フルヴィアイを書いたことで一層謎は深まる。作品は多数の関係者によるインタビューで構成されている。

#### キャスト（外伝）
- クリス・キャラスコ：ジョン・マイナード
- ドミニク・ガゼル（元神父）：シド・コンラッド
- ジャニーン・ブロディ（カイルの妹）：メアリー・アン・マッガリー
- ビル・バーンズ：ビル・ドラッガーズ
- デヴィット・フィーバー（「ホワイト・エナメル」監督）：ロバート・デヴィット・ヒル
- レナード・トリントン：リチャード・リフキン
- デヴィット・ハル：ハワード・ミラー
- ハリアン・マイルズ：ミック・コントレル
- ケンドラ・ファインマン（哲学教授）：エリザベス・ガムザ
- カイル・ブロディ：デヴィッド・グラマー、トム・ハルマン、ニック・ストリガロー（少年期）
- ラスティン・パー：マーヴィン・J・マッキンタイアー、フランク・パスター（ノンクレジット、前作映像のみ）
- ブランウェル：モンティ・バーン
- サラ・ディオナ：ルーシー・バーター
- マーカス：リチャード・ハリーズ
- クレンドラ・ヴァン・ミラー：シエラ・ペチュアー
- アルヴィン・フランシアー：ウィリアム・デニス・ハント
- フラリー：ハーパー・ロイスマン
- テッド：ブレッド・シェフター

#### スタッフ（外伝）
- 監督・脚本：ベン・ロック
- 製作総指揮：バイリー・ジョーンズ
- 製作：ジェイ・ボクダノヴィッチ、ベン・ロック
- 音楽：サシャ・ボクダノヴィッチ
- 編集：カート・アバノヴィッチ
- 撮影：ニール・L・フレデリックス

## 関連商品

### 書籍
- ブレア・ウィッチ ラスティン・パーの告白
- ブレア・ウィッチ2暗黒の書

著：D・A・スターン
アーティスト・ハウス、角川書店より発売。
- コミック「ブレア・ウィッチ2序章バーキッツヴィル7」

著：山崎峰水、ジョナサン・コーエン
外伝ビデオの漫画化。角川書店より発売。
- 小説「ブレア・ウィッチ・ファイル魔女の娘/暗室」、「水底の幽霊/血の悪夢」

前作の主人公ヘザー・ドナヒューの従弟ケイド・メリル（17歳）が著者となっている。彼の体験や彼が集めたインターネット掲示板の投稿者のブレア・ウィッチに関する情報がブレア・ウィッチ・ファイルとして公開されたという設定になっている。以降の死のカード (The Death Card)、プリズナー (The Prisoner)、ナイト・シフター (The Night Shifters)、オブセッション (The Obsession) は日本では出版されていない。訳者は佐脇洋平、金山愛子。角川ホラー文庫より刊行。

## 関連イベント
- あの"森"には何かがいる伝説の森を訪ねる旅「Blair Witch Tour」

JTB団体旅行日本橋支社より2000年4月から5月に実施された。ブラック・ヒルズの森やラスティン・パーの廃墟の家など映画の舞台を巡る旅行。

## 賞歴
- 第21回ゴールデンラズベリー賞
  - 最低リメイク及び続編賞 - 受賞
  - 最低作品賞、最低監督賞、最低脚本賞、最低スクリーンカップル賞 - ノミネート